# Duczki
Duczki [pronunciación en polaco: /ˈdut͡ʂki/] es un pueblo ubicado en el distrito administrativo de Gmina Wołomin, dentro del Condado de Wołomin, Voivodato de Mazovia, en el este de Polonia central. Está situado aproximadamente a 4 kilómetros al noreste de Wołon y a 26 kilómetros al noreste de Varsovia.
El pueblo tiene una población aproximada de 2,500 habitantes.